# Шеляг Володимир Анатолійович
Володи́мир Анато́лійович Ше́ляг (3 квітня 1979 — 3 червня 2015) — солдат Збройних сил України.

## Життєпис
Народився 3 квітня 1979 року в Хиночі. Виріс у багатодітній родині, батько помер на початку 2010-х. Працював заступником директора школи в Красносільській і Степангородських ЗОШ. Проживав у селі Хиночі, учителював у Хиноцькому НВК — вчитель фізкультури. Співав у Хиноцькому храмі, мав активну життєву позицію — як актор-аматор грав у місцевому клубі в спектаклях, співав з вокально-інструментальним гуртом. Від 2010 року очолював спортивно-туристичні гуртки.
Мобілізований 5 лютого 2015 року; розвідник 3-го окремого полку спецпризначення ГУР МО України.
Загинув 3 червня 2015-го під час відбиття атаки російських збройних формувань на місто Мар'їнка — у бою Володимир зазнав поранень, несумісних з життям.
Без Володимира лишилися мама Лідія Сидорівна, сестри Галина й Тетяна, брати Федір, Ярослав та Віктор.
Похований у селі Хиночі.

## Нагороди та вшанування
- Указом Президента України 573/2015 від 10 жовтня 2015 року — орденом «За мужність» III ступеня (посмертно)[1].
- 5 жовтня 2015 року у Хиноцькій ЗОШ відкрито меморіальну дошку Володимирові Шелягу
- на роковини загибелі 3 червня 2016 року у Володимирецькому районі оголошено Днем жалоби
- 3 червня 2016 року започаткований автопробіг «Володимирець-Хиночі» пам'яті Володимира Шеляга.